# Jörg-Werner Marquardt
Jörg-Werner Wolfgang Marquardt (* 2. August 1950 in Wolfratshausen) ist ein deutscher Diplomat. Von 2009 bis 2014 war er Botschafter in Angola.

## Biografie
Nach dem Abitur 1970 und der Ableistung seines Wehrdienstes bei der Bundeswehr studierte er zwischen 1972 und 1979 Rechtswissenschaften und Volkswirtschaftslehre und absolvierte 1979 das Erste Juristische Staatsexamen.
1980 trat er in den Diplomatischen Dienst und fand nach Beendigung des Vorbereitungsdienstes zwischen 1982 und 1985 zunächst Verwendung an der Botschaft im Senegal sowie anschließend im Vereinigten Königreich. Nach seiner Rückkehr nach Deutschland war er 1988 bis 1991 Referent in der Rechtsabteilung des Auswärtigen Amtes tätig, ehe er bis 1994 als Generalkonsul in Recife tätig war.
1994 wurde er im Auswärtigen Amt zunächst Stellvertretender Referatsleiter in der Zentralabteilung sowie zugleich von 1995 bis 1997 Koordinator für Internationale Personalpolitik. Während seiner Tätigkeit an der Ständigen Vertretung bei den Vereinten Nationen in New York City war er zwischen 1997 und 1998 an das UN-Sekretariat als Mitarbeiter ausgeliehen. Im Anschluss blieb er in New York City und fand zunächst Verwendungen im Informationsbüro und anschließend wieder an der Ständigen Vertretung bei der UN von 1999 bis 2002.
Nach seiner Rückkehr nach Deutschland war er zwischen 2002 und 2006 Referatsleiter im Auswärtigen Amt und danach Generalkonsul in Kapstadt.
Im Oktober 2009 wurde Jörg-Werner Marquardt Nachfolger von Bernd Morast Botschafter in Angola. Dieses Amt bekleidete er bis 2014.